# Smash (marque agroalimentaire)
Pour les articles homonymes, voir Smash (homonymie).
Smash est la marque commerciale britannique d'une transformation agroalimentaire à base de pomme de terre destinée à l'alimentation humaine. C'est une marque de purée instantanée.

## Mode d'emploi
La préparation à la consommation de ce produit est très simple : on verse les flocons dans un bol, puis on ajoute de l'eau bouillante et on mélange. La texture très lisse du plat obtenu n'est pas celle d'une véritable purée de pomme de terre.

## Historique de la marque
Lancée dans les années 1960 au Royaume-Uni par Cadbury (société plus connue par la suite comme fabricant de confiseries), Smash  a connu un certain succès. Cependant la marque n'est devenue populaire dans le marché des aliments industriels qu'à partir de 1974 lorsque Cadbury lança une campagne publicitaire  conçue par l'agence Boase Massimi Pollitt, qui mettait en scène les désormais célèbres Smash Martians regardant à la télévision, et se moquant d'eux, des humains préparant de la purée de manière traditionnelle au lieu d'utiliser des flocons de pomme de terre. 
Le slogan « For Mash Get Smash » est encore présent dans toutes les mémoires au Royaume-Uni.
Les annonces télévisées des années 1970 ont été désignées spot TV du siècle par Campaign Magazine, et deuxième meilleur spot télévisé de tous les temps dans un sondage réalisé en 2000 par le Sunday Times et Channel 4.
Depuis lors la marque a été vendue par Cadbury et est désormais la propriété de Premier Foods qui lança en 2006 une version « healthier recipe » (recette plus saine). Smash est toujours populaire au Royaume-Uni, commercialisant chaque année environ 140 millions de portions.
Plus récemment, des versions aromatisées ont été mises sur le marché, dont Cheddar & Onion (fromage et oignons) et Buttery (au beurre).